# Alexander Tondeur

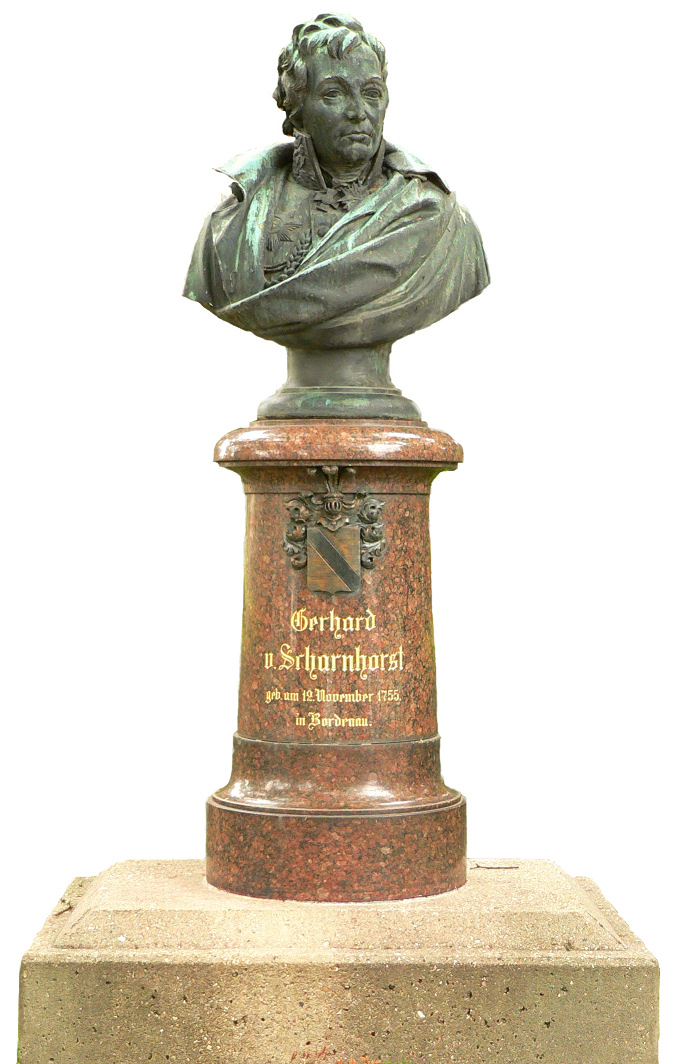
Scharnhorst-Denkmal in Bordenau (1905, letztes Werk)

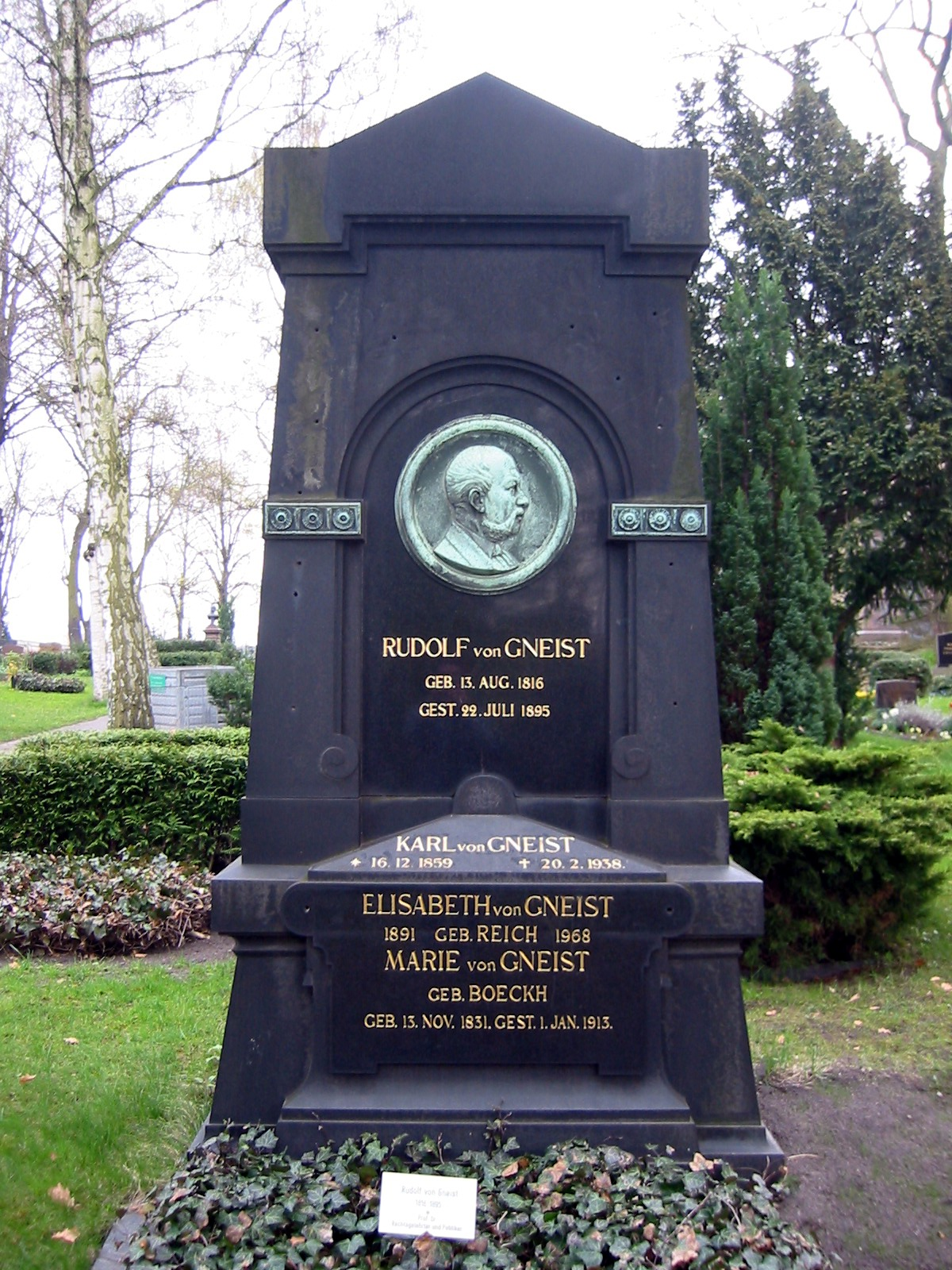
Bildnismedaillon an der Grabstätte Rudolf von Gneist auf dem Alten St.-Matthäus-Kirchhof (Alexander Tondeur, 1895)

Alexander Tondeur (* 17. Juli 1829 in Berlin; † 21. April 1905 in Schöneberg) war ein deutscher Bildhauer.

## Leben
Alexander Tondeur, Sohn des Kaufmanns Wilhelm Tondeur, besuchte seit 1848 die Berliner Kunstakademie und wurde dann von Gustav Blaeser weiter ausgebildet. Nachdem er sich von 1852 bis 1854 in Wien aufgehalten hatte, setzte er seine Studien in Paris und 1856 in Rom fort. 1858 begann er in Berlin eine ausgedehnte Tätigkeit, hauptsächlich in allegorischen und mythologischen Gestalten.
Alexander Tondeur wurde auf dem Friedrichswerderschen Friedhof in Berlin-Kreuzberg beigesetzt.

## Werk
In Rom entstand die Skulptur einer verwundeten Venus, die von der Iris zum Olymp getragen wird, und eine die Mutterliebe symbolisierende Marmorgruppe.
- Borussia als Brunnenfigur mit den vier Hauptflüssen Preußens
- Frühling, Sommer und Herbst als dekorative weibliche Gewandfiguren, ein Triton in der Muschel und zwei der kolossalen Städtefiguren in der Börse Berlin
- Vasen zum Andenken an den Deutsch-Dänischen Krieg und an den Deutschen Krieg
- Gruppe Tag und Nacht
- Pan, der eine Wasser schöpfende Nymphe überrascht; von feiner Empfindung und großer Sorgfalt der Ausführung (1867)
- Bronzestatuen Bülows und Blüchers am Postament des großen Reiterstandbilds Friedrich Wilhelms III. von Gustav Blaeser in Köln (1878)
- Büste Ludwig Graf Yorck von Wartenburg für die Ruhmeshalle in Berlin
- Figurengruppe „Es schläft nur“[3] (Engel-mit-Kind-Gruppe) zum Andenken an Eva Heckmann (1880–1884 Berlin), Marmor, ehemals Villa des Fabrikanten Friedrich (Fritz) Heckmann (1836–1907) in Bonn, Coblenzer Straße 123 (heute: Adenauerallee)[4]
- zwei Restaurierungen von Reliefs der pergamenischen Gigantomachie
- Statue von Karl Otfried Müller für die Vorhalle des Alten Museums
- Büste Anna Schepeler-Lette für die Vorhalle des Lette-Vereins (1897)